# Buckeye Table
Buckeye Table är en platå i Antarktis. Den ligger i Västantarktis. Inget land gör anspråk på området.